# Madeleine Rives-Mörch
Madeleine Rives, née le 29 décembre 1890 à Carcassonne et décédée le 3 avril 1978 à Briançon, est diplômée de la Maison de santé protestante de Bordeaux, directrice de la Maison maternelle de Châlons-sur-Marne et organisatrice d’un service de soins à domicile dans le Queyras.

### Études
Madeleine obtient son brevet supérieur, elle a une bonne connaissance de l’anglais. Elle décide de faire des études de garde-malade à la Maison de santé protestante de Bordeaux (MSP), où elle se lie d’amitié avec Eva Durrleman et Thérèse Matter. Élève du Dr Anna Hamilton, elle sort diplômée de l'école de la MSP en octobre 1914.

### Affectations pendant laGrande Guerre
À la suite de la mobilisation, elle est affectée dans des hôpitaux militaires : à Moulins (octobre 1914 - mars 1915), à Vittel (mars 1915 - juin 1917), à Châlons-sur-Marne (juin 1917 - octobre 1917), à Bar-le-Duc (juillet 1918 - décembre 1918).

### Engagements et amitiés protestantes
Tout en passant son diplôme de sage-femme, elle dirige la Maison maternelle de Châlons-sur-Marne, financée par le  Comité américain pour les régions dévastées (CARD), de décembre 1918 à juin 1919, où elle travaille avec Léa Ménard et Andréa Bonnardel, diplômées de la MSP. Cette Maison maternelle a été créée en 1916 par Gabrielle Alphen-Salvador et l’Association d’aide aux malades (ADAM) conjointement avec la Société des amis (des quakers anglais). À leur départ, c’est le CARD qui supplée au financement de cette institution. À son départ, la direction en est confiée à une cousine d’Alice Bianquis Escande, Jacqueline Merle, fille du pasteur Gaston Merle.
Revenue à Paris, Madeleine loge rue Lamarck dans le XVIIIe, avec Eva Durrleman et Thérèse Matter, tout en suivant des études de sage-femme à l’Assistance publique de Paris. Elle est présente au mariage d’Alice Bianquis et d’Alfred Escande à la Maison des missions, boulevard Arago, à Paris dans le XIVe, le 10 juillet 1919. À son retour à Châlons-sur-Marne, elle participe à la fondation d’une école de sages-femmes pour fournir du personnel à la Maison maternelle. Madeleine est présente le 28 mai 1921 à Lille à la réunion constitutive de l’Association de l’hôpital-école Ambroise-Paré de Lille (MAP). Elle se tiendra toujours au courant de la vie de la MAP.

### Vie matrimoniale
Elle se marie en 1923 avec Maurice Mörch (1890-1977), courtier maritime, veuf de Suzanne Meyer, déjà père de cinq enfants, ils habitent Marseille, où naît une fille, Nicole. En 1936, ils s’installent dans le presbytère de Pierre Grosse à Molines-en-Queyras, dans la vallée de Saint-Véran, la plus haute de France. Maurice est maire du village jusque dans les années 1950 et décoré de la Légion d'honneur. Là, elle organise un service de soins à domicile qu’elle assume souvent seule : bénévolement, elle donne des soins infirmiers et pratique des accouchements à domicile. De temps en temps, quand c’est nécessaire, ils remplacent le pasteur. Pendant la Seconde Guerre mondiale, ils accueillent des personnes qui ont besoin de se cacher.

## Archives
- Archives de la Maison de santé protestante de Bordeaux.
- Archives de la Maison de santé Ambroise-Paré de Lille.
- Archives de l’Association Anne Morgan, Soissons (Aisne) : archives de l’Association d’hygiène sociale de l’Aisne, 1923-1952.
- Archives du Comité américain des régions dévastées (CARD), musée national de la coopération franco-américaine, Blérancourt (Aisne).
- Archives privées de la famille Rives-Mörch.